# Boreczek Dworzec Mały
Boreczek Dworzec Mały – zlikwidowana stacja kolejowa w Boreczku; w gminie Borów, w powiecie strzelińskim, w województwie dolnośląskim, w Polsce. Otwarta w 1910, zamknięta w 1966, zlikwidowana w 1973.